# Framom

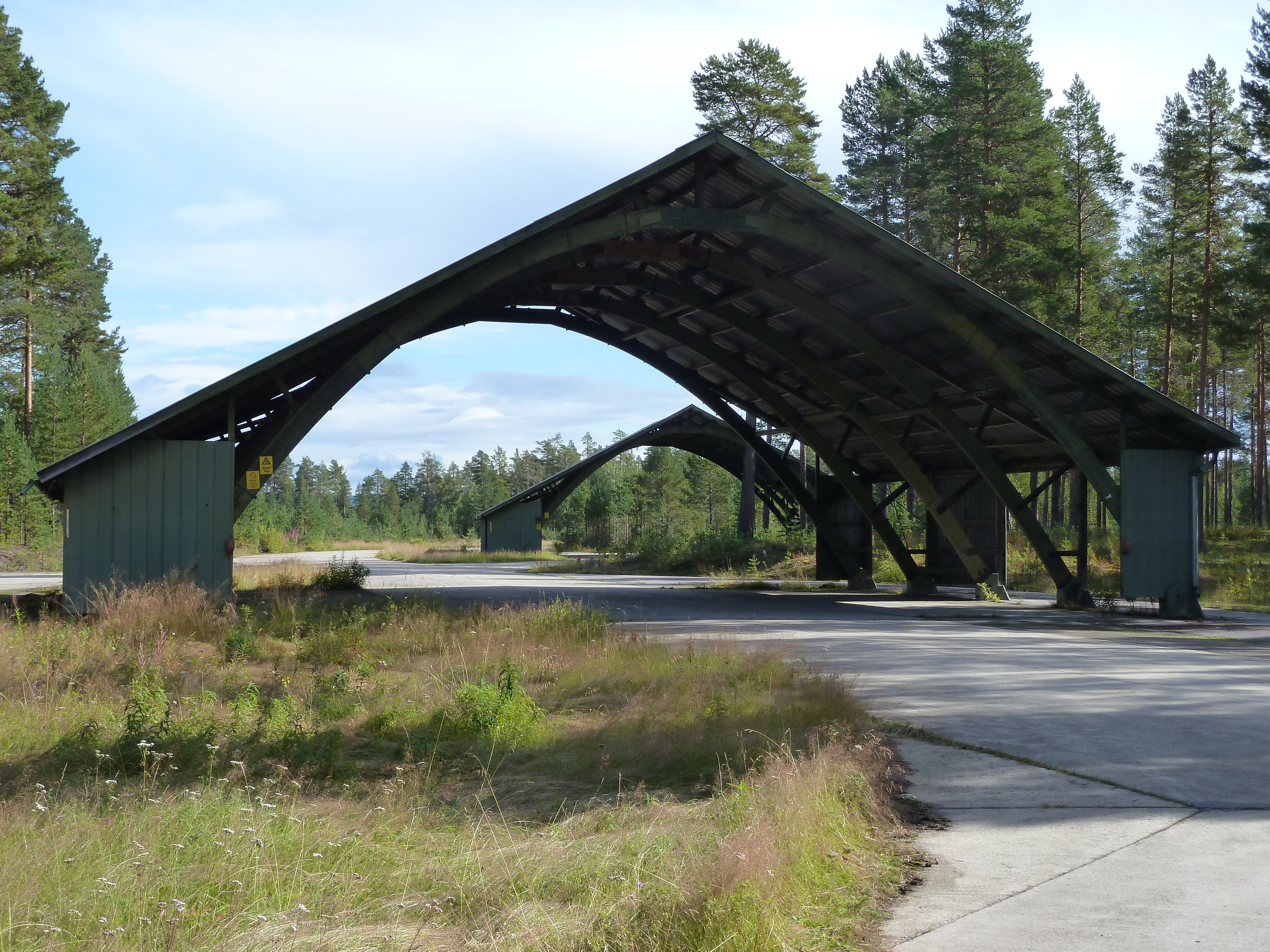
Framom med Törebodabågar vid Kubbe flygbas.

Framom (främre klargöringsområdet) var ett klargörningsområde som fanns i direkt anslutning huvudlandningsbanan på flygbaser i Bas 60 systemet. I dessa klargörningsområden som fanns i vardera banände klargjordes jaktflygplan, attack och spaningsflygplan kunde även tankas där för att kunna flyga vidare mot en ordinarie bas. Det område som låg i den västra delen av fältet benämndes Framom 1 och det andra kallades Framom 2. För att skydda personalen vid överraskande flyganfall så fanns några skyddsrum av olika storlek (skyddsvärn 10 och skyddsvärn 5). När inga flygplan fanns i området så begav sig också personalen därifrån för att minska risken för skador vid fientliga anfall. Några minuter innan eget flyg skulle landa, fick klargöringschefen information från kommandocentralen och såg då till att personal fanns på plats i framom för att ta hand om dessa flygplan. Klargöringstjänsten i framom leddes från ett skyddsrum (sk 10) i Framom 1 där det också fanns tillgång till en telefonväxel och en basradio. Medhörning på startorderförbindelsen ordnades via en speciell högtalare så att klargörningspersonalen visste vilka flygplan som fick startorder. 
Klargörningsområdet hade normalt två slingor med taxibanor som ledde ut till startbanan, fyra flygplansplatser var anordnade vid taxivägarna så att fyra flygplan kunde stå i startberedskap och ha fri väg ut till startbanan. Vid överbeläggning kunde ytterligare fyra flygplan få plats men normalt fanns endast två jaktplan i startberedskap. Vid varje flygplansplats så fanns telefonanslutningar för att ansluta den trådbundna startorderförbindelsen från Luftförsvarscentralen. När det fanns jaktplan i startberedskap i båda framom så kopplades startorderförbindelsen endast fram till en framom i taget från kommandocentralen.

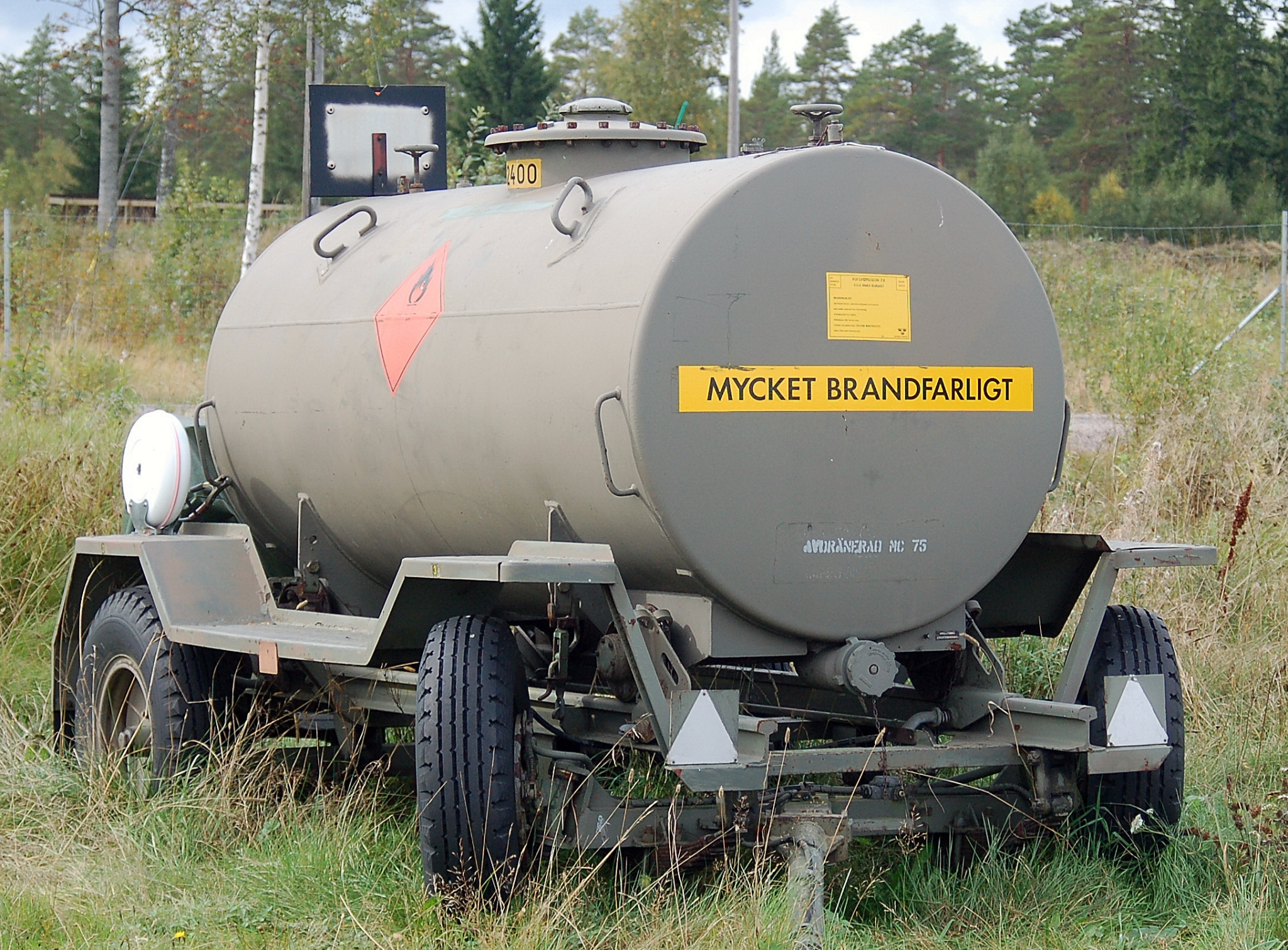
Rulltank

Drivmedel för att tanka flygplanen i framom förvarades i vanligtvis i två nedgrävda cisterner, som var och en rymde 100 kubikmeter. Från dessa cisterner pumpades bränslet i rörledningar till rulltankar vid varje klargöringsplats och från rulltankarna fylldes flygplanens bränsletankar med hjälp av ett litet motordrivet pumpaggregat. Återfyllning av drivmedel i cisternerna gjordes med hjälp av tankbilar som hämtade bränsle i förråd som låg utanför basområdet. På de flygplansplatser som användes mer regelbundet byggdes ofta ett skydd som gjorde att flygplanet och personalen var skyddat mot nederbörd. Skyddet bestod av ett tak på välvda limträbalkar med bredd och höjd som medgav att hela flygplanet kunde rymmas under taket, efter leverantören av balkarna kallades de Törebodabågar.

### Webbkällor
- Rystedt, Jörgen (1 oktober 2005). ”FLYGBASSYSTEM 60” (pdf). Försvarets historiska telesamlingar. http://www.fht.nu/Dokument/Flygvapnet/flyg_publ_dok_flygbassystemet_bas_60.pdf. Läst 20 februari 2013.